# Preved
Preved (ryska Преве́д) är ett internetfenomen på ryska, som dokumenterats både i Ryssland och andra länder.
Grunden till fenomenet är akvarellen Bear surprise av John Lurie. Teckningen föreställer en björn som ertappar ett älskande par och säger "Surprise!" i en pratbubbla.
Teckningen av björnen har spridits på den ryskspråkiga delen av Internet. Texten i pratbubblan är utbytt mot Преве́д (Preved), som är en talspråklig stavning av приве́т (Privet), som betyder "hej", enligt padonki-slang.